# الليث بن المظفر الكناني
الليث بن المظفر الكناني أحد أهم علماء اللغة العربية، وصاحب الخليل بن أحمد الفراهيدي، وهو الذي أكمل كتاب معجم العين ونشره. وكان من أكتب الناس في زمانه، بارع الأدب بصيرا بالشعر والغريب والنحو، وكان كاتبا للبرامكة معجبين به. وهو حفيد نصر بن سيار الكناني آخر ولاة خراسان[ ؟ ] للدولة الأموية. (معلومات خاطئة)

## نشأته
- هو: الليث بن المظفر بن نصر بن سيار بن رافع بن حري بن ربيعة بن عامر بن عوف بن جندع بن ليث بن بكر بن عبد مناة بن كنانة بن خزيمة بن مدركة بن إلياس بن مضر بن نزار بن معد بن عدنان.[3]

وقيل أن اسمه الليث بن رافع بن نصر بن سيار، وقيل الليث بن نصر بن سيار.

## معجم العين
- عن إسحاق بن راهويه قال: كان الليث رجلا صالحا ومات الخليل ولم يفرغ من «كتاب العين» فأحبّ الليث أن ينفق الكتاب كلّه فسمى لسانه الخليل فإذا رأيت في الكتاب «سألت الخليل» أو «أخبرني الخليل» فإنه يعني الخليل نفسه، قال: وإذا قال «قال الخليل» فإنما يعني بذلك الليث لسان نفسه.[4]

قال أبو الطيب اللغوي: مصنف «كتاب العين» الليث بن المظفر بن نصر بن سيار، روي ذلك عن أبي عمر الزاهد قال: حدثني فتى قدم علينا من خراسان وكان يقرأ عليّ «كتاب العين» قال أخبرني أبي عن إسحاق بن راهويه قال: كان الليث بن المظفر بن نصر بن سيار صاحب الخليل رجلا صالحا، وكان الخليل قد عمل من «كتاب العين» باب العين فأحبّ الليث أن ينفّق سوق الخليل ثم ذكر كما ذكر الأزهري.
وقال الحسن بن علي المهلبي: كان الخليل منقطعا إلى الليث بن رافع بن نصر بن سيار، وكان الليث من أكتب الناس في زمانه، بارع الأدب بصيرا بالشعر والغريب والنحو، وكان كاتبا للبرامكة وكانوا معجبين به، فارتحل إليه الخليل وعاشره فوجده بحرا فأغناه وأحبّ الخليل أن يهدي إليه هدية تشبهه، فاجتهد الخليل في تصنيف «كتاب العين» فصنّفه له وخصّه به دون الناس وحبّره وأهداه إليه، فوقع منه موقعا عظيما وسرّ به وعوّضه عنه مائة ألف درهم واعتذر إليه، وأقبل الليث ينظر فيه ليلا ونهارا لا يملّ النظر فيه حتى حفظ نصفه.

### احتراق معجم العين وإعادة تأليفه
كانت ابنة عم الليث تحته، فاشترى جارية نفيسة بمال جليل، فبلغها ذلك فغارت غيرة شديدة فقالت: "والله لأغيظنّه ولا أبقي غاية إن غظته في المال فذاك ما لا يبالي به، ولكني أراه مكبا ليله ونهاره على هذا الدفتر، والله لأفجعنّه به"، فأخذت الكتاب وأضرمت نارا وألقته فيها، وأقبل الليث إلى منزله ودخل إلى البيت الذي كان فيه الكتاب، فصاح بخدمه وسألهم عن الكتاب فقالوا: "أخذته الحرة"، فبادر إليها وقد علم من أين أتي، فلما دخل عليها ضحك في وجهها وقال لها: "ردّي الكتاب فقد وهبت لك الجارية وحرّمتها على نفسي"، وكانت غضبى، فأخذت بيده وأدخلته البيت الذي أحرقته فيه، وفيه رماده، فسقط في يد الليث، فكتب نصفه من حفظه وجمع على الباقي أدباء زمانه وقال لهم: "مثّلوا عليه واجتهدوا"، فعملوا هذا النصف الذي بأيدي الناس، فهو ليس من تصنيف الخليل ولا يشقّ غباره، وكان الخليل قد مات.

## من مؤلفاته
- كتاب معجم العين [3]